# Јон Радулеску
Јон Хелиаде Радулеску (рум. Ion Heliade Rădulescu; Трговиште, 6. јануар 1802 — Букурешт, 27. април 1872), такође познат и као Елиаде и Елиаде Радулеску (рум. Eliade Rădulescu), био је румунски академик, романтичарски и класичан песник, есејиста, мемоариста, писац кратких прича, уредник новина и политичар. Био је плодан преводилац стране књижевности на румунски језик, а аутор је и књига о лингвистици и историји. Већи део свог живота, Хелиаде Радулеску је био професор на Колеџу Свети Сава у Букурешту, чије је поновно отварање лично потпомогао. Радулеску је био један од оснивача и први председник Румунске академије.
Хелиаде Радулеску се сматра једним од најистакнутијих поборника румунске културе током прве половине 19. века, а први пут је дошао до изражаја након сарадње са Ђорђем Лазаром и након подршке Лазаровим напорима да прекине образовање на грчком језику. Током наредних деценија, имао је главну улогу у обликовању модерног румунског језика, али је изазвао контроверзу када се залагао за масовно увођење италијанских неологизама у румунску лексику. Као романтичарски националистички земљопоседник који је био на страни умерених либерала, Хелиаде је био међу вођама Влашке револуције 1848. године, након чега је био присиљен да наредних неколико година проведе у егзилу. Усвајајући оригинални облик конзерватизма, који је наглашавао улогу аристократа у румунској историји, био је награђен за подршку Османском царству и за сукоб са радикалним крилом револуционара из 1848. године.

## Биографија

### Младост
Хелиаде Радулеску је рођен 6. јануара 1802. године у Трговишту, као син Илије Радулескуа, богатог земљопоседника који је био вођа патролних јединица током 1810-их, и Еуфрозине Данијелопол, која се школовала на грчком језику. Троје од његових браће и сестара умрли су од куге до 1829. године. Током његове ране младости, Јон је био у средишту интересовања и пажње својих родитеља; на самом почетку, Илија Радулеску је, као поклон свом сину, купио кућу која је некада била власништво научника Ђорђа Лазара, а која се налазила на периферији Букурешта (близу Обора). У то време, породица Радулеску је у власништву имала велики врт у Букурешкој области, близу парка Херастрау, као и имања у близини Фагараша и Габрова.
Након основног образовања на грчком језику које је добио од учитеља познатог као Алексе, Хелиаде Радулеску је сам научио да чита румунску ћирилицу (наводно проучавајући Александриду уз помоћ олтенских слугу његовог оца). Касније је постао страствени читалац популарних романа, посебно током свог боравка у Габровима 1813. године (где је био послат након што су друге области биле опустошене Карагеовом кугом). Након 1813. године, тинејџер Радулеску је био ученик православног монаха Наума Рамничануа; године 1815. прешао је у грчку школу у Скиту Магуреану, у Букурешту, да би 1818. године почео да похађа Колеџ Свети Сава, где је студирао под надзором Ђорђа Лазара.
Између дипломирања 1820. и 1821. године, када су ефекти Влашког устанка довели до тога да је школа престала са својим активностима, Радулеску је задржан као Лазаров асистент, па је у том периоду подучавао аритметику и геометрију. Током тих година он је себи додао презиме Хелиаде (такође познато као Хелиад, Елиад или Елиаде), које је, како је касније објаснио, било грчка верзија његовог патронима, које је потицало од румунске верзије Илије.

### Григоре Гика
Године 1822, након што се Ђорђе Лазар разболео, Хелиаде је поново отворио Колеџ Свети Сава и био је главни професор (у почетку без икакве накнаде). Касније су му се придружили и други интелектуалци тог времена, попут Еуфрозина Потеке, а на крају је отворио и уметничку класу коју је надгледао хрватски уметник Карол Валштајн. Ова поновна успостава настала је као низ уредби које је издао принц Григоре IV Гика, који је управо био постављен на престо Влашке од стране Османског царства, након укидања владавине фанариота, подстичући маргинализацију етничких Грка који су у претходним деценијама имали главне јавне функције. Према томе, принц Григоре је подржао образовање на румунском језику и, у једном од својих званичних фирмана, дефинисао подучавање на грчком језику као „темељ зла”.
Крајем двадесетих година 18. века, Хелиаде је постао заинтересован и укључио се у културну политику. Године 1827, он је, заједно са Диникуом Голескуом, основао Румунско књижевно друштво, које је својим програмом (који је дефинисао сам Хелиаде) предложило промену Светог Саве у колеџ, отварање сличне институције у Крајови, као и отварање школа у готово свим крајевима Влашке. Поред тога, друштво је покушало да охрабри оснивање новина на румунском језику, позивајући се на окончање државног монопола над штампаријама. Ова група, са седиштем на Тргу победе у Букурешту (рум. Podul Mogoşoaiei), имала је доста користи од Голескуовог иностраног искуства, а групи су се убрзо придружила два будућа принца — Ђорђе Бибеску и Барбу Димитрије Штирбеј. Карактер групе базирао се на Слободној масонерији; у то време, било је познато да је Хелиаде постао масон, као и велики део његове генерације.
Хелиаде је 1828. године објавио своје прво дело, есеј о румунској граматици, у трансилванијском граду Сибињу (који је у то време био део Аустријског царства и који је био познат као Херманштат), а 20. априла 1829. године почео је да издаје новине Curierul Românesc са седиштем у Букурешту. Ово је био најуспешнији од неколико покушаја стварања локалних новина, нешто што је Голеску први пут покушао 1828. године. Објављујући чланке на румунском и француском језику, ове новине су, почевши од 1836. године, имале свој књижевни додатак под називом Curier de Ambe Sexe. Curierul Românesc су излазиле до 1847. године, а за време свог излажења објавиле су једну од Хелиадеових најпознатијих песама, Zburătorul. Новине су биле уређиване као недељник и излазиле су на седмичном нивоу, касније на два месеца, да би 1839. године почеле да излазе четири пута седмично. Најпознатији уредници новина били су сам Хелиаде, Григоре Александреску, Костаче Негрузи, Димитрије Болинтинеану, Јоан Катина, Васил Карлова и Јанку Вакареску.
Године 1823. Хелиаде је упознао Марију Александреску, у коју се страствено заљубио и с којом се касније венчао. До 1830. године, Хелиаде је већ имао двоје деце — сина Виргилиуа, и ћерку Виргилију, која је умрла у детињству. Касније је њихов брак ушао у дуги период кризе, обележен честим Маријиним испадима љубоморе. Хелиаде је у том периоду имао бројне ванбрачне афере: влашки милиционер под именом Залик, који је постао познат током 1840-их, према некима је (укључујући и књижевног критичара Ђорђа Калинескуа) био Радулескуов ванбрачни син. Пре смрти првог детета, Марија Хелиаде је у своју кућу примила познатог писца Григора Александрескуа, за кога је Јон сматрао да је Маријин љубавник. Управо због тога су ова два писца постали жестоки ривали: Јон је Александрескуа називао незахвалником, а у свом писму Ђорђу Барицу из 1838. године, омаловажао његову поезију и лик (сматрајући да је у једној својој басни Александреску себе описао као славуја, Хелиаде је коментарисао да је Александреску у стварности био „јадна врана обучена у страно перје”). Упркос овим конфликтима у кући, Марија је родила још петоро деце — четири ћерке и једног сина (Јон, рођен 1846. године).

### Штампар и дворски песник
Октобра 1830. године, Хелиаде је заједно са својим ујаком Николајем Радулескуом, отворио прву приватну штампарију у земљи, која је радила на његовом имању у Cişmeaua Mavrogheni, у Обору (земља се звала Câmpul lui Eliad — Елиадово поље, а на њој се налазило још неколико великих зграда). Међу првим радовима које је објавио била је збирка песама Алфонса де Ламартина, које је са француског превео сам Хелиаде, а које је груписао заједно са неким својим песмама. Касније је превео уџбеник о метрици и стандардни приручник о Аритметици Луја Бенжамена Франкера, као и дела аутора просветитељства — Волтеров Махомет, или фанатизам, као и приче Жан-Франсое Мармонтела. Након тога, издао је и Жули, или нова Елоиза Жана Жака Русоа.
Хелиаде је започео каријеру као државни службеник након што га је Постелниције задужио да штампа Званични билтен (рум. Monitorul Oficial), а касније је напредовао у званичној хијерархији, на крају слућећи као клучер (чин у некадашњој Влашкој који одговара интенданту на краљевском двору). Овај његов успон поклопио се са успостављањем режима Органских регуламената, који је, по завршетку Руско-турског рата 1828—1829. године, инаугурирала царска руска администрација под Павелом Кисељовим. Када је Кисељов од Радулескуа наручио штампање званичних докумената, укључујући и Регуламенте, писац и његова породица постали су просперитетни захваљујући доброј продаји. Ипак, Хелиаде је и даље одржавао односе са фракцијом реформистичких бојеваша; године 1833, заједно са Јоном Кампинеануом, Јанкуом Вакарескуом, Јоаном Војнескуом II, Константином Аристијом, Стефаном и Николајем Голескуом, и другима, основао је краткотрајно Филхармонијско друштво, које је унапредило културну агенду и било посебно активно у прикупљању средстава за Влашко народно позориште. Поред својих наведених културних циљева, Филхармонијско друштво је наставило своју прикривену политичку активност.
Године 1834, када је на трон дошао принц Александру II Гика, Хелиаде је постао један од његових најближих сарадника, називајући себе дворским песником. Неколико песама и дискурса које је написао током тог периода написано је као хвалоспев и посвећено је Гики, кога је Хелиаде приказао као идеалног прототипа монарха. Када су млади реформисти дошли у сукоб са кнезом, Хелиаде је задржао своју неутралност, тврдећи да све укључене стране представљају повлашћену мањину, и да су немири били еквивалентни „сукобу вукова и буци коју су направили они на вишим положајима над искиданим животињама које представљају сељаке”. Посебно је критиковао радикала Митику Филипескуа, кога је сатирично описао у песми Пад демона (рум. Căderea dracilor), а касније је дефинисао своју позицију речима „Ја мрзим тиране. Бојим се анархије”.
Хелиаде је 1834. године почео да предаје у школи Филхармонијског друштва, заједно са Аристијом и музичарем Јоаном Андрејем Вахманом. У том периоду објавио је и своје прве преводе Лорда Бајрона (1847. године довршио је свој превод Бајроновог Дон Жуана). Идуће, 1835. године, почео је да штампа Gazeta Teatrului Naţional — званични гласник Народног позоришта, који је излазио до 1836. године, а тада је превео на румунски и Молијеров Амфитрион. Године 1839. Хелиаде је на румунски превео и Дон Кихота Мигела де Сервантеса и то преко француског превода. Прва Радулескуова збирка прича и поезије одштампана је 1836. године. Заинтересован за развој локалне уметности, он је током 1837. године дао допринос изради брошуре о цртању и архитектури, а током исте године је отворио и прву сталну изложбу у Влашкој, коју су сачињавале копије западњачких слика, портрета, као и гипсани одливци разних познатих скулптура.
До почетка четрдесетих година деветнаестог века, Хелиаде је почео да шири свој став да модерни Румуни треба да нагласе своје везе са осталим романским језицима кроз неологизме из италијанског језика и у том циљу објавио је Паралелизме између румунског и италијанског језика (рум. Paralelism între limba română şi italiană) 1840. године, као и Паралелизме између румунског и италијанског дијалекта или Форму или граматику ова два дијалекта (рум. Paralelism între dialectele român şi italian sau forma ori gramatica acestor două dialecte) 1841. године. Ове две књиге биле су праћене сажетим приказом под називом Сажетак граматике румунско-италијанског језика (рум. Prescurtare de gramatica limbei româno-italiene), као и свеобухватним списком румунских речи које своје порекло вуку из словенских, грчког, отоманског турског, мађарског и немачког језика. До 1846. године планирао је да започне свој рад на „универзалној библиотеци”, која је, између осталог, требало да укључује и главне филозофске радове аутора попут Платона, Аристотела, Роџера Бејкона, Ренеа Декарта, Баруха Спинозе, Џона Лока, Готфрида Лајбница, Дејвида Хјума, Имануела Канта, Јохана Готлиба Фихтеа и Георга Вилхелма Фридриха Хегела.

### Револуција 1848.
Пре него што је Александруа Гику заменио Ђорђе Бибеску, Александруови односи са Радулескуом су се погоршали. За разлику од његовог ранијег позива на умереност, писац је одлучио да стане уз либералну струју представљеном Бибескуом. Такозвана „афера Трандафилов” са почетка 1844. године била је од суштинског значаја у овом процесу и била је изазвана одлуком Бибескуа да све влашке руднике да у закуп руском инжењеру Александру Трандафилову, што су биле мере које је скупштина сматрала илегалним која се на крају завршила одлуком Бибескуа да разреши законодавну власт. Ови догађаји инспирисали су Радулескуа да објави песму Рђаста ружа (рум. Măceşul), која је жестоко критиковала руски утицај и била продата у преко 30.000 копија. Била је усредсређена на досетку која алудира на Трандафилово име — „trandafir cu of în coadă” (досл „ружа која се завршава на -ов”, али исто тако и „ружа са тугом за стаблом”). Дајући додатну тајну референцу на Трандафилова као на „рђасту ружу”, песма садржи стихове:
| Măi măceşe, măi măceşe, [...] Dă-ne pace şi te cară, Du-te dracului din ţară. | Рђаста ружо, о рђаста ружо, [...] Остави нас на миру и одлази, Губи се из земље. |
|                                                                               |                                                                                  |

У пролеће 1848. године, када су почеле да избијају прве европске револуције, Хелиаде је започео сарадњу са Фрацијом, тајним друштвом које су основали Николаје Балческу, Јон Гика, Кристијан Тел и Александру Г. Голеску, и постао је део руководећег одбора друштва. Такође је сарађивао са реформистички оријентисаним француским професором Жаном Александром Вајантом, који је на крају био избачен након што су његове активности привукле пажњу власти. Дана 19. априла 1848. године, након финансијских потешкоћа, Curierul Românesc је престао да се штампа, што је навело Радулескуа да напише Медвеђу песму (рум. Cântecul ursului), дело које исмејава његове политичке противнике.
Хелиаде се прогресивно дистанцирао од радикалнијих група, посебно након што су почеле расправе о питању земљишне реформе и укидању класе бојара. Он је првобитно прихватио реформе, али након што се о том питању расправљало у Фрацији непосредно пре избијања побуне, он је издао резолуцију којом то потврђује, а документ је вероватно био инспирисан Николајем Болескуом. Овај компромис је поставио и неке друге циљеве, укључујући и националну независност, одговорну владу, грађанска права и једнакост, универзално опорезивање, већу скупштину, петогодишње мандате за кнезове (и њихово бирање од стране Народне скупштине), слободу штампе и децентрализацију. Он је 21. јуна 1848. године у Ислазу, зајендо са Телом и православним свештеником познатим као Попа Шапка, прочитао ове циљеве публици која их је дочекала са овацијама, што је требало да представља почетак устанка. Четири дана након догађаја у Ислазу, револуција је успела да сруши Бибескуа, а њега је заменила Привремена влада која је одмах успела да привуче руско непријатељство. Владу је предводио митрополит Неофит, а део исте био је и Хелиаде, који је такође био Министар образовања, као и Тел, Стефан Голеску, Ђорђе Магеру и, накратко, букурештански трговац Ђорђе Скурти.
Настављени су спорови у вези са дефинисањем земљишне реформе, а крајем јула Влада је основала Комисију за имовину (рум. Comisia proprietăţii), која је представљала како сељаке, тако и земљопоседнике, и коју су надгледали Александру Раковица и Јон Јонеску де ла Брад. Ни ова комисија није успела да постигне компромис око количине земљишта коју би требало доделити сељацима, па ју је на крају Хелиаде опозвао, који је указао на то да би ово питање требало разматрати онда када се изабере нова скупштина. Временом је писац усвојио конзервативан поглед, уважавајући бојарску традицију, развијајући јединствен поглед на румунску историју од разматрања имовине и ранга у Влашкој. Према речима историчара Николаја Јорге: „Елиад је желео да води, као диктатор, тај покрет који је додао либералне институције старом друштву које је скоро у потпуности одржавано на свом месту”.
Као и већина других револуционара, и Хелиаде се залагао за одржавање добрих односа са Османским царством, феудалним господаром Влашке, надајући се да ће ова политика помоћи у сузбијању руских притисака. Након што је султан Абдулмеџид I проценио ситуацију, Сулејман-паша је послат у Букурешт, где је саветовао револуционаре да наставе са својим дипломатским напорима, и наредио да се Привремена влада замени са Locotenenţa domnească, тријумвиратом регената сачињеног од Радулескуа, Тела и Николаја Голескуа. Без обзира на то, Османлије су биле под притиском Русије да се придруже сузбијању револуционарних снага, што је током септембра те године резултирало поновним успостављањем Органских регуламената и његовог система власти. Заједно са Телом, Хелиаде је потражио уточиште у Британском конзулату у Букурешту, где их је угостио Роберт Гилмор Кохоун у замену за депозит у аустријским фиоринима.

### Егзил
Остављајући породицу иза себе, Радулескуу је дозвољено да уђе у Банат који је у то време био под Аустријом, пре него што се преселио у Француску, док су његова жена и деца послати у Отоманске земље. У периоду 1850—1851. године, неколико његових мемоара о револуцији, написаних што на румунском, што на француском језику, објављено је у Паризу, граду у ком је у том периоду боравио. Он је своје изгнанство делио са Телом и Магеруом, као и са Николајем Русуом Локустеануом.
Током свог боравка у Паризу, Хелиаде је упознао Пјера Жозефа Прудона, анархистичког филозофа који је дошао ту како би унапредио умерени пројекат имовине ситне размере (како би се супротставио економском либерализму и социјализму). Хелиаде је искористио ову прилику да особље Прудоновог Гласа народа (фр. La Voix de Peuple) упозна са румунским случајем. У том периоду Хелиаде је доприносио великом броју француских публикација, међу којима су La Presse, La Semaine и Le Siècle, где је такође помогао да се објаве политичка питања која се односе на његову родну земљу. Хелиадеу се приписује да је у том периоду имао утицаја на историчара Елијаса Рењоа; Николаје Јорга тврди да је Рењо одбацио сопствене аргументе о јединственој румунској држави која укључује Трансилванију (концепт који је Елиаде сматрао увредљивим), као и да је изменио свој ранији извештај о догађајима из 1848. године након што је био изложен „Елиадовој пропаганди”.
Док је тврдио да представља читаво тело влашке емиграције, Хелиаде је до тада био разочаран политичким дешавањима и, у својој приватној кореспонденцији, коментарисао да су Румуни генерално „беспослени”, „разнежени”, као и да имају „ситничаве и базичне зависти као жене” и тврдио да им је потребан „надзор [и] вођство”. Његово богатство је опадало, поготово након што су почели да га притискају да плати бројне дугове, и често му је недостајало средстава за основне потребе. У то време, он се непрестано сукобљавао са другим бившим револуционарима, укључујући Балческуа, К. А. Розетија и Голескуове, који су замерали његовој двосмислености у погледу реформи, а посебно његову спремност да прихвати Органске регуламенте као инструменте моћи; Хелиаде је издао први у низу памфлета који осуђују младе радикале, доприносећи тако фракционизму унутар кампа емиграната. Његово пријатељство са Телом се такође погоршало, након што је Хелиаде почео да спекулише да је револуционарни генерал починио прељубу са његовом супругом Маријом.
Године 1851. Хелиаде се поново окупио са својом породицом на острву Хиосу, где су остали до 1854. године. Након евакуације руских трупа из подунавских кнежевина током Кримског рата, Хелиаде је именован од стране Високе порте да представља Румунску нацију у Шумену, као део особља Омер-паше Латаса. Поново изражавајући симпатије за отомански циљ, Хелиаде је био награђен титулом бега. Према Јорги, Хелиадеови ставови одржавали су наду да ће „опоравити изгубљену моћ” из 1848. године; историчар је такође нагласио да Омер-паша Латас заправо никада није користио Хелиадеове услуге.
Касније исте године, Хелиаде је одлучио да се врати у Букурешт, али је његов боравак прекинут када су аустријске власти, које су под вођством Ивана Коронинија, преузеле управу над земљом као неутрална сила, и тражиле да он буде протеран. Вративши се у Париз, Хелиаде је наставио да објављује радове о политичким и културним питањима, укључујући и анализу европске ситуације након Париског мира из 1856. године и есеј из 1858. године о Библији. Године 1859. објавио је свој превод Септуагинте и то под именом Света Библија, која садржи Нови и Стари завет (рум. Biblia sacră ce cuprinde Noul şi Vechiul Testament).
Пошто су бивши револуционари, груписани око фракције Partida Naţională, развили идеју о уједињењу Влашке и Молдавије на изборима за ад хок Диван, Хелиаде је одлучио да не подржи ниједног конкретног кандидата и отворено је одбацивао кандидатуру бившег принца Александруа II Гику (он је у приватном писму изјавио: „пустите их нека изаберу било кога [од кандидата за престо], јер би он увек имао срце човека и неке принципе Румуна; само немојте дозволити да ово створење [Гика] буде изабран, јер је способан да са псима иде у ову земљу.”

### Последње године
Касније, током 1859. године, Хелиаде се вратио у Букурешт, који је постао главни град Уједињених кнежевина након избора Александруа Јона Кузе, а касније и међународно признате Кнежевине Румуније. Током тог периода, он је поново додао своје презиме Радулеску. До своје смрти објављивао је утицајне књиге о различитим темама, концентришући се на доприносу историји и књижевној критици и уређивао је нову збирку својих песама. Године 1863, домнитор Куза доделио му је годишњу пензију од 2.000 леја.
Годину дана након оснивања Румунске академије (под називом Академско друштво), Радулеску је изабран за првог председника (1867), а на тој позицији био је до своје смрти. Године 1869, Хелиаде и Александру Папиу-Илариан предложили су италијанског дипломату и филолога Ђовеналеа Веџеција Рускалу за почасног члана Академије, који је потом постао члан исте. До тада, као и већина романтичара из 1848. године, он је постао мета критике млађе генерације интелектуалаца, коју је представљало књижевно друштво Јунимеа (рум. Junimea) са седиштем у Јашију. Године 1865, током једне од својих јавних седница, ово књижевно друштво је екцплицитно одбацило радове Хелиадеа и Јанкуа Вакарескуа.
Током избора 1866. године, Хелиаде Радулеску је освојио месту у Скупштини Румуније као посланик који је представљао град Трговиште. Како је Кузу с власти збацила коалиција политичких групација, Хелиаде је био једини влашки посланик који је подржао Николаја Јонескуа и друге присталице Симиона Барнуциуа у супротстављању именовању Карола I Румунског за домнитора прогласу који наглашава трајност Молдо-Влашког савеза. Говорећи у Парламенту, упоредио је усвајање страних правила са периодом Фанариота. Опозиција је ипак била слаба и резолуција је усвојена великом већином.
Међу Радулескуовим последњим штампаним радовима били су уџбеник о поетици (1868) и књига о румунском правопису. До тог времена, он је већ почео себе да сматра пророчком фигуром и спасиоцем своје домовине, посебно благосиљајући своје пријатеље речима „нека Христ и Магдалена буду с тобом!” Његово ментално здравље се погоршало, а умро је у својој резиденцији у Букурешту у Улици Полоња број 20. Величанствена погребна церемонија Радулескуа привукла је велики број његових обожаватеља, а сахрањен је у дворишту цркве Маврогени.

## Хелиаде и румунски језик

### Рани предлози
Хелиадеови најутицајнији доприноси везани су за његово интересовање за развој савременог румунског језика, у којем је синтетисао начела просветитељства и идеале романтичарског национализма генерације из 1848. године. У време када је румунски језик био одбачен од стране образовних институција у корист француског и грчког језика, он и његове присталице залагале су се за прилагођавање румунског језика захтевима модернизације; написао је: „Млади људи, заузмите се за национални језик, пишите и причајте њиме; припремите се за његово проучавање, за његово неговање, -и неговање језика значи писати на њему о свим наукама и уметностима, о свим ерама и људима. Једино језик уједињује, јача и дефинише нацију; бавите се прво њиме јер ћете кроз ово реализовати фундаментална правила и поставити темеље националности”.
Хелиаде је покренуо своју серију предлога за реформу језика 1828. године, када је својим радом о румунској граматици предлагао да се ћириличко писмо сведе на 27 слова, одржавајући фонетски правопис (за ово правило, Хелиаде је навео пример латиничког алфабета који се користио у Античком Риму). Убрзо након тога, он је започео кампању у корист увођења романтичких неологизама, које је желео прилагодити румунском правопису. До тог времена су Румуни у разним регионима постали свесни потребе да се обједине различити варијетети румунског језика и да се створи стандардна румунска лексика: ову идеју су прво подржали трансилванијски научници Ђорђе Синкај и Петру Мајор, чији је предлог био да се уједине Румуни око питања избора литургијског језика, како православног, тако и гркокатоличког. Хелиаде, који је први предложио регулатор језика (идеја која је требало да се користи у стварању Румунске академије), проширио је ово наслеђе, истичући да би дијалект који се говори у Мунтенији, а који је заправо био основа религијских текстова које је у 16. веку објављивао штампар Кореси, требало да служи као стандардни језик.
Поред тога, он је заговарао естетске смернице у односу на стандардни облик румунског језика, наглашавајући три основна принципа у одабиру речи: „правилан начин изражавања”, који је захтевао да се речи из свакодневног говора које имају латинско порекло одреде као приоритетне; „хармонија”, што је значило да се речи латинског порекла користе у њиховом најпопуларнијем облику, чак и у случајевима када је еуфонија била промењена дуготрајном употребом; и „енергија”, кроз коју је Хелиаде фаворизовао примат најкраћег и најизраженијег синонима који се користи у свим румунским областима. Паралелно са тим, Хелиаде је са неодобравањем гледао на пуристичку политику уклањања широко коришћених неологизама страног порекла — тврдећи да је то „фаталност”, указао је на то да би добитак таквог процеса био засењен губицима.
Те његове ране теорије имале су дуготрајан утицај и, када је рад на уједињењу Румуније постигнут крајем 19. века, управо те теорије су биле коришћене као инспирација: главни румунски песник тог периода, Михај Еминеску, који је сам себе славио због тога што је створио модеран књижевни језик, похвалио је Хелиадеа због тока што је „писао [језик] онако како га је говорио”. Ову процену делио је и Овид Денсусиану, који је написао: „Размишљајући о томе како су људи некада писали, у бујним, цртастим, поспаним фразама, Хелиаде се тако показао супериорнијим од свих својих савременика, и ... можемо га сматрати првим писцем прозе који носи ноту модерности”.

### Италијански утицаји
Други период у Хелиадеовим лингвистичким истраживањима, чији је почетак означило усвајање теорије Етјена Кондиљака да се језик може развити из конвенција, на крају је довео до одбацивања његових ранијих ставова. До почетка четрдесетих година деветнаестог века, он је постулирао да румунски и италијански нису различити језици, већ да представљају дијалекте латинског језика, што га је навело да искаже потребу да се румунске речи замене „супериорнијим” италијанским еквивалентима. Једна од његових строфа, у којој је користио своју верзију румунског латиничког алфабета, гласи:
Primi auḑi-vor quel sutteranu resunetu

Şi primi salta-vor afara din grôpa

Sacri Poeţi que prea uşorâ ţêrinâi

Copere, şi quâror puţin d'uman picioarele împlumbă.
На модерном румунском, и српском, ова строфа приближно гласи:
| Primii auzi-vor acel subteran răsunet Şi primii sălta-vor afară din groapă Sacrii Poeţi ce prea uşoară ţărână-i Acoperă, şi cărora de uman puţin picioarele le sunt legate. | Први који су чули тај подземни ехо И први који ће искочити из своје јаме биће Свети Песници којима само пресветла земља Покрива, и чије су ноге само површно везане за човечанство. |
| | |

На мети критике и исмејавања, ове принципе одбацио је Еминеску као „грешке” и „а приори системе правописа”. Током свог постојања, теорије су се такмичиле како са усвајањем строгих латинских маниризама Августина Трибонија Лауриана, тако и са неконзистентним франкофоним системом који је у Молдавији развио Ђорђе Асачи, који је, судећи према књижевном критичару из 20. века Габарету Ибраилеануу, установљен као „бојарски језик тог времена”. Ибраилеану је такође напоменуо да се Асачи дивио Хелиадеовим напорима и покушајима и похвалио их као покушај да се оживи језик који „говоре Трајанови људи” — што се односило на Римску Дакију.
Док је бранио улогу коју су током 1840-их молдавски политичари имали у обликовању модерне румунске културе, Ибраилеану је тврдио да праксе које су спроводили људи попут Хелиадеа и Лауриана носиле са собом ризик да „сузбију румунски језик”, и приписивао Алекуу Русоу, више него његовим следбеницима из Јунимее, да страствено бранио говорни румунски језик. Цитирао је Русоову пресуду: „Модерна политичка мржња усмерена на [Русију] бацила нас је у италијанизам, у францицизам, као и у друге -изме, који нити су били нити су румунизам, већ су политички ризици, уз уважавање поробљавања румунске душе, која је отад прошла; прави румунизам би требало да држи главу високо”. Књижевни критичар Ђорђе Калинеску такође је повезао Хелиадеов експеримент са својом русофобијом, заузврат одражавајући његова искуства као револуционара: „Мрзевши славизам и Русе, који су настојали да истакну [словенске утицаје на румунски језик], он је рекао себи да треба да служи својој домовини, одбацујући све словенске трагове”. Калинеску је посебно приписао Хелиадеову неконзистентност његовом „аутодидактизму”, који је, како је тврдио, био одговоран за „[његову] необавезну импликацију у свим питањима, неочекивани прелазак са здраворазумских идеја на најлуђе теорије”.
Све у свему, Хелиадеови експерименти имали су маргиналну привлачност, а њихови критичари (укључујући и Еминескуа) упоређивали су их са Хелиадеовим властитим начелима. Касније током свог живота, Хелиаде је чини се то признао себи, пишући: „Овај језик, како га данас пишу људи који говоре румунски, моје је дело”. Један од ретких аутора на кога су ове теорије имале утицаја био је песник симболизма Александру Македонски, који је, током своје младости, написао неколико дела на Хелиадеовом румунском језику са примесама италијанског. Упркос чињеници да су Хелиадеове тезе у великој мери одбачене, неки од њихових практичних ефеката на свакодневни језик били су веома дуготрајни, посебно у случајевима када су италијанске речи позајмљиване као средство за илустрацију нијанси и концепата за које румунски језик није имао еквиваленте. То укључује речи afabil (љубазан), adorabil (диван), colosal (колосалан), implacabil (непомирљив), inefabil (неизрецив), inert (инертан), mistic (мистичан), pervers (перверзан или перверт), suav (углађен) и venerabil (пречасни).

## Књижевност

### Начела
Слављен као оснивач влашког романтизма, Хелиаде је подједнако био под утицајем класицизма и доба просветитељства. Његова дела, писана у посебном културном контексту (где су коегзистирали класицизам и романтизам), пошла су путем између два супротстављена табора — романтичара (Алеку Русо, Михаљ Когалницеану и други) и класициста (Ђорђе Асачи, Григоре Александреску, Ђорђе Баронци и други). Ђорђе Калинеску је дефинисао Хелиадеа као „прогонитеља књига”, истичући да су његови фаворити, који су сви играли улогу у обликовању његовог стила и који су често били предмет његових превода, укључивали Алфонса де Ламартина, Дантеа Алигијерија, Лодовика Ариоста, Торквата Таса, Волтера, Жан-Франсоу Мармонтела, Жана Жака Русоа и Франсоу Ренеа де Шатобријана.
Његов песнички стил, у првим делима под утицајем Ламартина, у средњем периоду његовог стваралашта био је прожет класицизмом, пре него што је на крају прихватио романтичарска начела. Првобитно следећи смернице које је поставио Никола Боало у погледу поезије, касније им се супротставио након што је прочитао романтичарски преоговор Кромвела Виктора Игоа (а да их уопште није одбацио).
Као и класицисти, и Хелиаде је фаворизовао књижевност која је истицала „типове” ликова као унију универзалних особина и посебних карактеристика, али је, попут романтичара, охрабривао књижевнике да пишу са своје тачке гледишта, за шта је сматрао да указује на њихову мисију „пророка ... људи који критикују, који указују на пошасти свог друштва и који се надају срећнијој будућности, чекајући спасиоца”. Кроз каснији идеал моралне регенерације, Хелиаде је такође хвалио романтичарски нагласак на „националној специфичности”, који је усвојио у својим каснијим делима. Истовремено, он је већи део свог литерарног рада концентрисао на неоригиналним материјалима, било да га је састављао од различитих превода или преводио из једног извора — са фокусом на стварање основе за даљи развој увођењем узорака неискоришћених књижевних жанрова и стилова у румунској књижевности.
Иако се за неке Хелиадеове доприносе румунској књижевности сматра да нису од великог значаја, многи други, првенствено песма Збураторул (рум. Zburătorul), поздрављени су као велика достигнућа. Збураторул, позајмљујући из румунске митологије свог главног лика (епоним ноћне море која посећује девојке стасале за удају током ноћи) такође је служио да прикаже атмосферу влашког села из тог периода. Према Ђорђу Калинескуу, вредност песме се делимично ослања на приказ пожуде кроз очи девојака: „недостаје бес Сапфо и Федре. Пубертетска криза објашњава се митологијом и лечи магијом”.
Његов есеј из 1837. године, усредсређен на дебату о преводу Хомерових радова на румунски језик, садржао је низ савета млађим писцима: „Ово није време за критику, децо, ово је време за писање, тако да пишите што више можете, али без злобности; стварајте, не уништавајте; јер народ прима и благосиља створитеља и псује разарача. Пишите са чистом савешћу”. Парафразиран као „Пишите било шта, децо, све док се бавите писањем!” (рум. Scrieţi, băieţi, orice, numai scrieţi!), овај цитат постао је тема исмејавања каснијих генерација, и био је поздрављен као пример Хелиадеовог пропуста да разликује квалитет и квантитет. Каснија осуда сматрана је непоштеном од стране књижевног историчара Сербана Циоколексуа и других, који су тврдили да је главни циљ Јона Хелиадеа Радулескуа био да подстанке брзи развој локалне књижевности на европски ниво. Иако је, између осталог, препознао Хелиадеове заслуге да је уклонио претенциозни бојарски дискурс из поезије и фаворизовао регуларну риму, Паул Зарифопол је оптужио Хелиадеа и Ђорђа Асачија да су „безукусни” и „књижевно несигурни”. Он је изложио да је „Радулеску вероватно био погођен овим грехом више од Асачија, с обзиром на његове несрећне амбиције да измисли књижевни језик”.
Хелиадеово име се уско повезује са оснивањем позоришта на румунском језику, огледајући се на активности Асачија у Молдавији. Откако је учествовао у стварању Филхармонијског друштва и Народног позоришта у Букурешту, до тренутка своје смрти, Хелиаде је био укључен у готово све важне догађаје у локалној драмској и оперској уметности. Он је у августу 1834. године био један од интелектуалаца који су организовали прву представу коју је организовало Филхармонијско друштво, а која је, поред каватине из Пирата Винченца Белинија, приказала и Волтеров Махомет, која је оба превео Хелиаде. У наредним годинама, чланови друштва су организовали извођења разних превода из француског позоришта и друге стране комаде, охрабрујући драматичаре који су писали на румунском, а тај напор дао је своје успешне резултате током и после четрдесетих година деветнаестог века (када су Константин Аристија и Костаче Карагиале ушли у своју најкреативнију фазу стваралаштва). Хелиаде се такође залагао за дидактизам у драми, дефинишући га као „очување социјалног здравља”, и подржавао професионализам у глуми.

### Историјски и религозни предмети
Јон Хелиаде Радулеску је у великој мери користио романтичарску националистичку усмереност на историју, коју је у почетку применио на своју поезију. И у овом случају, циљ је био да се образује његова публика; написао је: „Ништа није достојно исмејавања као када се неко поноси својим родитељима и прецима и ништа није вредније хвале као када велика дела предака служе као инспирација, модел и импулс за конкуренцију међу потомцима”. Главна историјска личност у његовој поезији био је влашки принц Михаел Храбри, први који је успео да уједини Влашку, Молдавију и Трансилванију под једним владарем: слављен у Хелиадеовој песми Ноћ на рушевинама Трговишта (рум. O noapte pe ruinele Târgoviştii), он је требало да буде главни лик дугачке епске песме, Михаелијаде, од које су само два дела, написана веома различитим стиловима, угледала светлост дана и била икада довршена (1845. и 1859. године). Друге историјске песме такође су шириле идеал јединствене румунске државе, представљајући генерацију из 1848. године као модел за будуће румунске политичаре.
Током шездесетих година деветнаестог века, једно од Хелиадеових главних интересовања било је истраживање питања румунске историје током настанка Румуна и ране средњовековне историје подунавских кнежевина. У време када је, у Молдавији, на површину избила нова Хроника о Хуруу, а која је пратила политичку линију земље до Римског царства помоћу средстава нарације која су се касније показала као потпуно фиктивна, Хелиаде је користио своје тезе да би извукао сличне закључке који се тичу Влашке. Његови конзервативни ставови су тако проширени на ниво историографске тезе: према Хелиадеу, бојари су били егалитарна и пермеабилна класа, која је, још од времена Радуа Негруа усвојила људске законе који су најављивали и поздрављали оне из Француске револуције (он је посебно твридо да је администрација округа била демократска и да је копирана из израелског модела који је описан у Библији).
Идеал који је изразио у радовима из тог периода, „Равнотежа између антитеза” (рум. Equilibru între antithesi), био је умерени прогресивизам, са очувањем социјалног мира. Према мишљењу Тудора Виануа, делимично заснован на ранијим проценама других критичара, Equilibru, са својим нагласком на то да се политичке потребе поклапају са оним социјалним путем противтеже, указује на снажне утицаје мисли и ставова Пјера Жозефа Прудона, као и на нејасне идеје Георга Вилхелма Фридриха Хегела. Ипак, његов систем одвајао се од хегелијанизма тиме што је, уместо да тражи равнотежу између духа и егзистенције, Хелиаде сматрао да су три стања људског прогреса (теза, антитеза и синтеза) одраз мистичног броја који је био фаворизован током историје.
Паралелно са тим, Хелиаде је радио на широкој синтези сопствене филозофије историје, засноване на његовој интерпретацији библијске теологије. Његов рад из 1858. године, Библијски списи (рум. Biblice), требало је да формира прву од четири секције у хришћанској историји света. Позивајући се на овај пројекат, Калинеску је дефинисао Хелиадеове идеје као „интересантне, без обзира на то колико понекад наивне биле, генерално у волтерском и масонском [маниру]”. Библијски списи делимично показују Хелиадеова интересовања за гематрију Талмуда и Зохара — са нагласком на бројеве 3, 7 и 10 —, а садрже и обилне референце на Сфирот. Једна од његових изворних мисли о тој ствари била је референца на „делте” (троуглове) божанстава — елохим—дух—материја и дух—материја—универзум. Део песама Хелиадеа Радулескуа такође се ослања на религијске теме и дискурс. Према Ђорђу Калинескуу, песник је покушао да створи паралелу како Божанственој комедији, тако и Библији, од Постанка до Откровења, са стилом који је био под утицајем Ламартина и Виктора Игоа.

### Сатира и полемике
Хелиаде је био свестан честог негативног одговора на свој рад: у песми посвећеној Фридриху Шилеру, он је проширио контраст између стварања и ситуације у друштву (позивајући се на човечанство, он наглашава „Они праштају и заборављају зло почињено против њих, али никада добро” (рум. Te iartă să faci răul, iar binele nici mort)). Као истакнути аутор сатире, он је користио исту као средство критиковања друштвених обичаја свога времена, као и за објављивање личних сукоба и огорчења. Као дисидент, он је нападао политичке личности и једне и друге стране: конзервативци, који су опонашали либерализам, били су предмет његове песме Аеропагус звери (рум. Areopagiul bestielor), док је велики део његове прозе и поезије после 1848. године исмевао људе који су били део левог крила либерализма, понајвише К. А. Розетија и његове присталице. Током и након свог изгнанства, његови конфликти са Цезаром Болијаком и Јоном Гиком такође су били каснији предмет његове ироније, највероватније на основу Хелиадеовог уверења да они намеравају да умање његов допринос Влашкој револуцији 1848. године.
Његова аутобиографска дела, обележена киселим коментарима на рачун образовања на грчком језику, и, у том смислу, слична писању његовог друга Костачеа Негруција, такође показују дозу аутоироније. Трајна полемика са Григореом Александрескуом, као и његова свађа са Болијаком, чиниле су основу његовог памфлета Domnul Sarsailă autorul, напад на оно што је Хелиаде видео као писце чије су претензије у супротности са њиховим стварним медиокритетима. У другиим кратким прозама, Јон Хелиаде Радулеску коментарисао природу новопридошлих Букурештана (мушки прототип, Коконул Драган, био је „оплемењена битанга”, док је женски прототип, Коконита Драгана, увек желела да буде прва у низу за миропомазање).
У разним својим чланцима, Радулеску се показао као критичар друштвених трендова. Током 1830-их, он је реаговао против мизогиније и аргументовао у корист права жена: „Ко је направио да човек сам креира неправедне законе и обичаје, да би неговао свој дух и препустио [жене] незнању...?”. Године 1859, након што је јеврејска заједница у Галацу била жртва погрома, он се изјаснио против оптужби за крвну клевету: „Јевреји не једу децу у Енглеској, нити у Француској, нити у Немачкој, нити било где другде где су људи постали људи. Где другде су они још оптужени за тако нехумано дело? Где год су људи још увек варвари или полуварвари”.
Велики део Хелиадеових сатиричних дела ослања се на пародирање говорних образаца и физичких особина: значајни портрети који произилазе из овог стила укључују опонашање манира трансилванијских едукатора (са њиховим строгим придржавањем латинским епонимма), и његову критику егзофталмоса Розетија (чије су очи „буљавије него код џиновске жабе”). Без дељења Хелиадеових погледа на књижевност, млађи Титу Мајореску направио је поређења са својим претходником у погледу покретања сличних напада, и обично према истим ривалима.

## Заоставштина
Споменик Јону Хелиадеу Радулескуу, који је извајао италијански уметник Еторе Ферари, налази се испред зграде Универзитета у центру Букурешта. Поред тога што је слушаоница на факултету добила име по њему, Румунска академија увела је и награду Јон Хелиаде Радулеску, па је тако 1880. године иста додељена Богдану Петричеичеуу Хасдеуу за његово дело Cuvinte den bătrâni, а он је, поред тога, добио и 5.000 златних леја. Десет година касније, награда је била главна тема скандала који је, с једне стране, укључивао драматичара Јона Луку Карагиалеа, а са друге стране културни естаблишмент формиран око чланова Националне либералне странке, укључујући Хасдеуа и Димитрија Стурдзу. Потоњи је осуђивао Карагиалеов антилибералан став и његову повезаност са Јунимеом, као и његов антинационализам, одбојност према дидактизму, и наводни космополитанизам. Сходно томе, одбили су да му доделе награду.
Средња школа у његовом родном месту, Трговишту, носи име Јон Хелиаде Радулеску, као и село у Општини Зидури у округу Бузау. Гроб Такеа Јонескуа, утицајне политичке фигуре и некадашњег премијера Румуније који је био Хелиадеов потомак, налази се у манастиру Синај, у непосредној близини јеле коју је засадио Хелиаде и његове колеге из револуције.
У својој песми из 1870. године под називом Епигони (рум. Epigonii), Михај Еминеску је одао почаст писцима раног румунског језика и њиховом доприносу књижевности. Цела једна строфа посвећена је Хелиадеу:
| Eliad zidea din visuri şi din basme seculare Delta biblicelor sânte, profeţiilor amare, Adevăr scăldat în mite, sfinx pătrunsă de-nţeles; Munte cu capul de piatră de furtune deturnată, Stă şi azi în faţa lumii o enigmă nesplicată Şi vegheaz-o stâncă arsă dintre nouri de eres. | Из снова и световних прича, Елиаде је градио Делту библијских светаца, горких пророчанстава, Истине окупане митом, сфингу прожету значењем: Планина са каменом главом загубљеном од олује, Он и данас стоји, пред светом, као нерешена енигма И гледа преко изгореле стене између облака јереси. |
| | |

Током раних осамдесетих година деветнаестог века, Александру Македонски је својим Литераторулом (рум. Literatorul) покушао да сачува Хелиадеов статус и његове теорије када су се исте суочиле са кризицизмом из Јунимее; до 1855. године, ово ривалство завршило је поразом Македонског, и допринело је дисестаблишменту Литераторула.
Иако јунимиста током већег дела свог живота, Јон Лука Карагиале видео је свог претходника у Хелиадеу, а чак је и изражавао симпатије према неким његовим политичким идеалима. Током 1890-их, он је поново објавио Хелиадеово дело у главном часопису Конзервативне странке, Епохи (рум. Epoca). Један од Карагиалеових најзначајнијих ликова, трансилванијски учитељ Маријус Кикос Ростоган, дели доста особина са својим колегама из Хелиадеових прича. Развијајући сопствену теорију, он је тврдио да постоји јасна разлика између, са једне стране, генерације Хелиадеа Радулескуа, Јона Кампинеануа и Николаја Балческуа, и са друге стране естаблишмента формираног око Националне либералне партије представљене Пантазијем Гиком, Николајем Мисаилом и Михаилом Патарлагеануом — он је идентификовао ову потоњу групацију као пуну лицемерја, демагогије и политичке корупције, док је тврдио да је прва генерација могла да се најбоље престави конзервативцима.
Коментари о Хелиадеу и његовој статуи у Букурешту имају истакнуто место у краткој причи Македонског која носи назив Нику Дереану (рум. Nicu Dereanu), чији је главни лик, сањар и боем, идолизирао влашког писца. Сбураторул, модернистички књижевни часопис који је излазио током међуратног периода, уређиван од стране Ежена Ловинескуа, своје име дугује песми Збураторул, користећи застарелу верзију имена (коју је и сам Хелиаде више волео). Током истих година, Камил Петреску је у свом роману Un om între oameni поменуо Хелиадеа, а сам роман описује догађаје из живота Николаја Балческуа.
У својој биографији, румунски филозоф Мирчеа Елиаде указује на то да је врло вероватно да су његови преци, чије је изворно презиме Јеремија, усвојили ново породично име као знак почасти Хелиадеу Радулескуу, коме су се вероватно дивили.